# Jessa Rhodes
Jessa Rhodes (ur. 29 czerwca 1993 w Portlandzie) – amerykańska aktorka pornograficzna pochodzenia norweskiego. 
Imię „Jessa” wybrał dla niej agent, dostrzegając w niej podobieństwo do Jessy Hinton z rozkładówki „Playboya” z lipca 2011 roku. Z kolei nazwisko „Rhodes” zostało zaczerpnięte od pianina Rhodes.

## Życiorys

### Wczesne lata
Urodziła się w Portlandzie w stanie Oregon jako najmłodsza spośród siedmiorga rodzeństwa. Wychowywana była w rodzinie chrześcijańskiej. Pobierała naukę w domu aż do ukończenia 11 lat, tj. do 5 klasy włącznie. Była nieśmiałą dziewczyną. W szkole średniej uzyskała dobre oceny i była bardzo zaangażowana w sport.
W wieku 15 lat straciła dziewictwo z hiszpańskojęzycznym chłopakiem, w którym nie była zakochana – chciała tylko dowiedzieć się jakim uczuciem jest uprawianie seksu. Następnie dostała się do tłumu imprezowego i zaczęła uprawiać seks z wieloma mężczyznami – zanim zaczęła pracować w branży pornograficznej miała za sobą stosunki z ok. 19-20 osobami. Pracowała w McDonald’s. W wieku 17 lat zaczęła pracę jako striptizerka. Pozowała też nago do zdjęć. Kiedy miała osiemnaście lat, skontaktowała się ze stroną internetową Bang Bros na swoim koncie na stronie internetowej Model Mayhem, ale odrzucono tę ofertę.

### Kariera
Została odkryta przez agenta branży dla dorosłych, który prowadził na żywo program z kamerą internetową, podczas gdy pracowała jako aktorka teatru erotycznego. Pracę w branży pornograficznej rozpoczęła w 2011 roku albo w sierpniu 2012 roku, krótko po swoich dziewiętnastych urodzinach. Początkowo brała udział w produkcjach dla studia Reality Kings w Miami na Florydzie, a potem także Mile High, Digital Playground, Zero Tolerance, Wicked Pictures, Digital Sin, Pulse Distribution, New Sensations i Kick Ass Pictures.
W 2013 wraz z innymi aktorkami pornograficznymi: Lisą Ann, Terą Patrick, Rikki Six i Jayden Jaymes wystąpiła w teledysku zespołu Hollywood Undead do utworu „Dead Bite”.
W 2015 została umieszczona przez CNBC na liście „The Dirty Dozen: Porn’s biggest stars”. W serialu Hard Times (2015) pojawiła się jako Tammy Johnson.
W latach 2015–2017 była nominowana do AVN Award w kategorii „Najlepsza aktorka drugoplanowa”.
W produkcji Julesa Jordana Video Insatiable Miss Jessa Rhodes (2017) po raz pierwszy wzięła udział w scenach: seksu analnego z Manuelem Ferrarą, seksu międzyrasowego z czarnoskórym Prince'em Yahshuą i podwójnej penetracji z Jessy’m Jonesem i Xanderem Corvusem.
W nominowanym do AVN Award i XBIZ Award porno westernie Rawhide (2017) pojawiła się jako Cody.
Wystąpiła w teledysku zespołu Butcher Babies do piosenki „Headspin” (2017) z Xanderem Corvusem.

## Nagrody
| Rok  | Nagroda                    | Kategoria                                             | Film                  | Inni wykonawcy |
| ---- | -------------------------- | ----------------------------------------------------- | --------------------- | --- |
| 2015 | XBIZ Award                 | Najlepsza aktorka drugoplanowa                        | Second Chances (2014) | – |
| 2018 | Spank Bank Technical Award | Najseksowniejsza na świecie „aktywistka dla zwierząt” | –                     | – |
| 2019 | AVN Award                  | Najlepsza scena seksu analnego                        | After Dark (2018)     | Abella Danger, Angela White, Ana Foxxx, Bambino, Alex Jones, Kira Noir, Mia Malkova, Ricky Johnson, Mick Blue, Ryan Driller, Tori Black i Vicki Chase |